# Luke Smith
Luke Michael Smith é um escritor americano. Ele é membro da equipe da Bungie, uma empresa de desenvolvimento de jogos eletrônicos e é ex- jornalista de jogos eletrônicos. Smith escreveu para um jornal da faculdade e jornais semanais em Michigan antes de ser contratado como um dos primeiros escritores freelancers do Kotaku. No Kotaku, Smith desenvolveu seu estilo de escrever, mas logo deixou o site para uma posição de equipe como editor de notícias do 1UP.com. Smith fez seu nome na 1UP, particularmente através de um artigo que ele escreveu focando problemas no jogo Halo 2.
Smith era conhecido por sua abordagem direta ao jornalismo de jogos e críticas contundentes à indústria de jogos eletrônicos. Durante seu tempo na 1UP, o site desenvolveu um perfil maior e saiu da sombra da publicação irmã, mas Smith ficou frustrado com o estado contemporâneo das notícias sobre jogos e com o que considerava a manipulação de jornalistas e leitores para aceitar material promocional como notícia. Em abril de 2007, ele deixou a 1UP para se tornar um escritor da Bungie e co-apresentador do podcast da desenvolvedora.

## Início de carreira
Smith gradualmente entrou no jornalismo de jogos enquanto trabalhava no curso de Literatura Inglesa na Universidade de Michigan, escrevendo sobre mídia no jornal da faculdade. Após a formatura, trabalhou em jornais semanais em Dearborn e Detroit, Michigan, incluindo o Real Detroit Weekly.
Clive Thompson, escritor de jogos da Slate, interagiu com Smith pelo AOL Instant Messenger e os dois começaram a trocar ideias entre si para seus respectivos projetos de escrita; quando o blog de jogos Kotaku começou a se expandir de um escritor (fundador Brian Crecente), Thompson recomendou Smith. Smith credita seu tempo no Kotaku por ajudá-lo a se desenvolver, desenvolver seu estilo e aprender sobre atribuição e citação de fontes, mas ele partiu após um curto período de tempo. "Na época, as histórias (no Kotaku) não eram assinadas. Kotaku era como a visão de Brian Crecente. Se eu publicasse algo ou [colega escritor Brian Ashcraft] as pessoas pensariam que [Crecente] publicou. Além disso, não havia seguro de saúde, era apenas freelancer em período integral."

## Jornalismo no 1UP.com
Smith atuou como editor de notícias do 1UP.com, o site irmão da revista Electronic Gaming Monthly. Durante seu tempo no 1UP, Smith escreveu extensivamente sobre a franquia de jogos eletrônicos Halo, sendo considerada uma das principais vozes dos fãs; em um artigo, ele declarou que Halo era a única série de jogos com a qual se importava. Smith escreveu uma reportagem para o 1UP em 2005 chamada "Broken Halo", na qual explicou como a desenvolvedora Bungie poderia resolver os problemas que percebia com o jogo; Crecente disse que o artigo colocou Smith "no mapa". Smith também se tornou um dos participantes do show 1UP Yours, um podcast semanal de videogame com editores e especialistas em jogos. Em 2006, a Edge o nomeou um dos 50 principais jornalistas de jogos.
A revista Play.d creditou a Smith por inspirar jogadores à aprenderem mais sobre a indústria de jogos e não aceitarem a promoção da empresa, além de transformar o 1UP de "o filho bastardo da EGM" em uma parte importante da rede de jogos da empresa de Internet Ziff Davis. Seu estilo foi descrito como uma "abordagem robusta e direta" ao jornalismo e é conhecido por seus ataques contundentes à indústria. Smith, no entanto, sentiu-se desanimado com o estado do jornalismo de jogos. "O jornalismo de jogos eletrônicos é apenas estranho. Vocês têm homens casados com mulheres em marketing para os jogos que eles cobrem. O jornalismo de jogos eletrônicos ainda é muito jovem, muito cedo, ainda tentando descobrir o que é", disse ele. Em uma entrevista com Michael Zenke, do The Escapist, Smith disse que os jornalistas de jogos foram tratados pelos desenvolvedores como outra parte do plano de relações públicas, com os desenvolvedores enviando informações e os jornalistas "regurgitando". Pior, Smith achava que os jogadores haviam se acostumado a esse tipo de informação; "Temos que ser responsáveis por nossas ações e responsabilizados quando manipulamos as expectativas dos jogadores", disse ele à Zenke.
Enquanto ele estava ficando mais frustrado com o campo na 1UP, a desenvolvedora de jogos Bungie contatou Smith sobre um emprego. Depois de enviar o currículo para a empresa, Smith parou de escrever sobre a Bungie e a Microsoft para evitar um conflito de interesses. Smith aceitou uma oferta de emprego um mês depois.

## Bungie

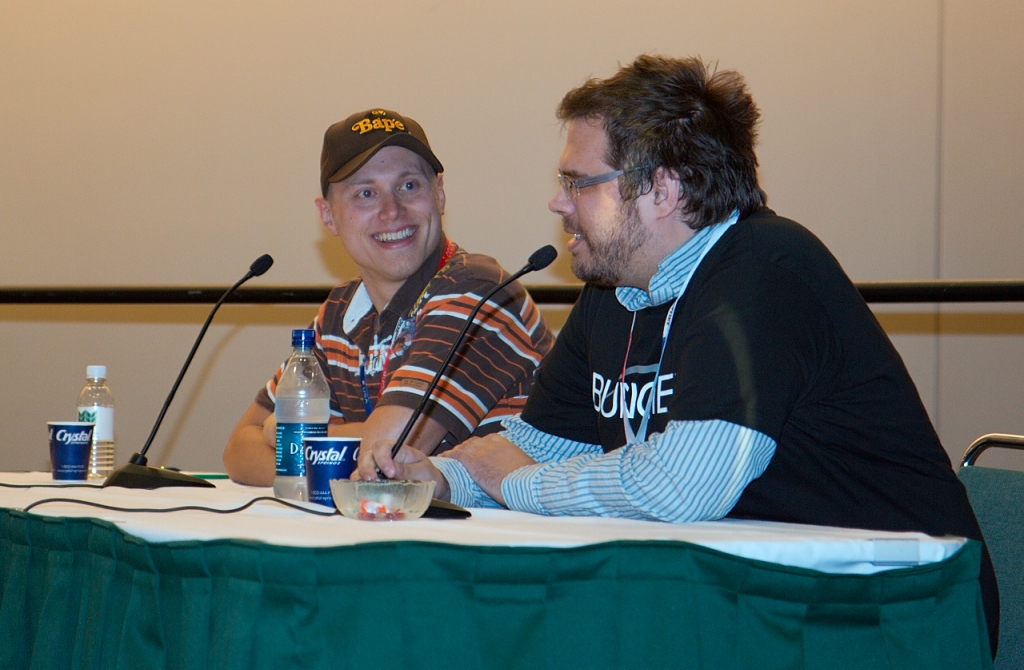
Smith (à direita) e Shane Bettenhausen no painel 1UP Yours.

Em abril de 2007, Smith anunciou em um podcast da 1UP que deixaria o site para trabalhar na Bungie. A reação ao anúncio de Smith variou; alguns ficaram felizes ou tristes ao vê-lo partir, enquanto outros sentiram que ele havia "se vendido". Smith se juntou às fileiras de outros ex-jornalistas de jogos que deixaram de trabalhar para empresas de jogos, incluindo o expatriado da 1UP Che Chou, que ingressou na Microsoft Game Studios, e o ex-chefe da GameSpot, Greg Kasavin, que se tornou produtor associado da Electronic Arts.
A equipe da Bungie sugeriu em uma atualização semanal que Smith poderia desempenhar um papel no podcast do desenvolvedor. Smith começou oficialmente o trabalho em 7 de maio de 2007, como editor de conteúdo, fornecendo aos fãs e aos leitores da Bungie informações sobre o jogo e a equipe da Bungie. Smith acreditava que havia uma oportunidade especial para os desenvolvedores de jogos, "para alguém entrar e contar as histórias que as pessoas querem saber [...] No momento, você tem quatro pontes entre desenvolvedor e leitor: desenvolvedor para relações públicas, jornalista para leitor. [Esta posição] pode se livrar dessas duas pontes do meio."
Embora a Bungie tenha sido historicamente boa em permitir que os fãs interajam através de fóruns e fornecesse atualizações e ilustrações através de seu site, Bungie, os lançamentos da empresa tinham um "tom corporativo e discreto", e fizeram menos esforço e tiveram menos sucesso histórico em fornecer acesso a o funcionamento interno do estúdio de jogos. Como parte de uma mudança para se tornar mais transparente, a Bungie tomou medidas repetidas em todo o setor para permitir que os fãs digam mais e recrutem vozes respeitadas da comunidade - a saber, Smith. Robertson creditou o mandato de Smith por ajudar o foco maior da Bungie em "construir, apoiar e aprender com a comunidade de Halo 3". Ele é creditado como escritor em Halo 3.
Smith também apresentou o programa de podcast da Bungie, juntamente com o co-apresentador Brian Jarrard; em uma entrevista com seus ex-colegas de trabalho da 1UP, Smith disse sobre o podcast da Bungie: "nós [a Bungie] estamos focando em familiarizar nossos ouvintes e fãs com vários rostos diferentes nos estúdios da Bungie". Trazido de volta após quase um hiato de um ano, o podcast agora apresenta notícias da Bungie e entrevistas com membros da equipe sobre seus trabalhos e trabalho no estúdio. Smith tinha o título de "Gerente da comunidade Bungie" na Bungie, e deu entrevistas à imprensa sobre os produtos recentes da empresa, incluindo Halo 3: ODST. Smith estava entre outros desenvolvedores que se tornaram escritores que discutiram o assunto na Game Developers Conference de 2009. Smith trabalhou no investimento do jogador para Halo: Reach.
Ele trabalhou como líder de design no jogo eletrônico de 2014 da Bungie, Destiny. Ele também é o diretor de jogo de Destiny 2.